# Сюда приходят все
«Сюда приходят все: Власть организаций без организаторов» (англ. Here Comes Everybody: The Power of Organizing Without Organizations) — книга о том, как интернет влияет на современные социальные межгрупповые связи. Автор книги — американский писатель и исследователь медиа Клэй Ширки. Книга «Сюда приходят все» была опубликована издательством Penguin Group в 2008 году. По словам автора, эта книга повествует о том: “Что происходит, когда у людей появляется возможность делать что-то сообща, без посредства традиционных организующих структур».
Ширки по своим взглядам можно назвать «технологическим оптимистом». Он рассматривает развитие интернета как «тектонический сдвиг» в жизни общества, который должен кардинальным образом преобразовать политическую и социальную сферы, сделав каждого пользователя участником политического и социального процессов.
«Время, которое раньше люди проводили за просмотром телевизора, теперь тратится на занятия, связанные не столько с потреблением, сколько с активной деятельностью в интернете. При этом мотивация пользователей подпитывается не внешними вознаграждениями, а внутренним удовлетворением от своей деятельности».
Название книги является аллюзией к экспериментальному роману Джеймса Джойса «Поминки по Финнегану». Центрального персонажа этой книги звали Хемфри Чимпден Эрвиккер (Humphrey Chimpden Earwicker), его инициалы на английском читаются как "HCE" (Here Comes Everybody). В романе этот персонаж воплощал образы Бога-Отца, Финна, Тристана, Наполеона, Свифта и отца Джойса.
В своей книге Клэй Ширки рассказывает о сетевом эффекте, о передаче информации от друга к другу и о том, как это влияет на распространение идеи. Подкрепляет автор свою точку зрения такими примерами, как суд между компаниями SCO и Linux, деятельностью журнала Groklaw, примерами различных флешмобов и политических акций.

## Самоорганизация
По мнению Ширки, такие социальные инструменты как Flickr, WordPress, Twitter, Wikipedia выстраивают внутреннюю структуру так, что необходимость в руководстве сверху заведомо отсутствует. С появлением интернета и социальных сетей, группы могут формироваться и продуктивно функционировать без какой-либо внешней организации. Кроме того, это гораздо более быстрый, эффективный и менее затратный способ управления массами, чем все методы, существовавшие до появления интернета.
В первой главе Ширки рассказывает о случае, произошедшей с одной нью-йоркской парой. Девушка оставила на сиденье в такси довольно дорогой телефон. Её парень занялся его поисками и с помощью облачных технологий обнаружил, что в одном из бедных кварталов на этот телефон делаются фотографии. Телефон нашла девушка и на просьбу вернуть вещь — ответила отказом. Кроме того, была крайне груба с молодым человеком. В полиции дело о пропаже телефона квалифицировали как «потерю» и отказались помогать молодой паре с возвращением телефона. Тогда молодой человек создал сайт (stolensidekick.com), на котором рассказывал всю историю и попросил максимально распространить информацию. Ссылка на сайт передавалась от друга к другу и в итоге стала вирусной. Неравнодушие большого количества людей вызвало общественный резонанс, побудивший полицию переквалифицировать дело из «потери» в «кражу». В итоге телефон был возвращен владелице, а девушка арестована.
Ширки полагает, что это революционный пример того, как «можно предпринимать коллективные действия и достигать результата за рамками традиционных институтов и организаций».
Переполнение интернет-пространства любительским и непрофессиональным контентом, иными словами, «аматьюризации» (amateurization) интернета — ещё одна тенденция, на которую автор обращает внимание. Любой очевидец со смартфоном сегодня может выложить эксклюзивную фотографию и самую оперативную информацию. Это влечёт за собой массовую «аматьюризацию» журналистики и фотографии, угрожая изменить привычный способ распространения новостного контента.

## Теорема Коуза
Ширки рассматривает экономическую сторону организации групп в интернете.
Во второй главе автор ссылается на теорему из работы «Природа фирмы» Рональда Коуза, экономиста и обладателя Нобелевской премии. В статье «Природа фирмы» Коуз вводит понятие трансакционных издержек, чтобы объяснить природу и пределы фирм. На основании теоремы Коуза, Ширки делает два вывода об ограничениях, которые применимы к развитию любого предприятия, в том числе, и группы в интернете: «Потолок Коуза» и «Пол Коуза».
«Потолок Коуза» — это ситуация, в которой некая структура достигла вершины своего развития или «потолка», став настолько громоздкой, что затраты на управление ею становятся невыгодными. В результате структура рушится.
«Пол Коуза» — это точка, ниже которой прибыль от операций в определённой структуре оказывается недостаточной для погашения трансакционных издержек и других расходов.
Ширки утверждает, что социальные сети помогают существенно сократить расходы на организацию, ведь трансакционные издержки почти полностью отсутствуют. Это позволяет свободно структурированным группам, неконтролируемым сверху, функционировать выше «пола Коуза» и не распадаться. В качестве примера, Ширки приводит Flickr, который позволяет группам организовываться вокруг изображений определённой тематики без управленческих усилий по организации этого процесса.

## Обещание, инструмент, сделка
Ширки утверждает, что каждая история успешного использования социальных структур в интернете является сочетанием трёх компонентов: «правдоподобное обещание + эффективный инструмент + приемлемая сделка с пользователями».

### Обещание: Почему кто-то присоединится к группе?
Первая причина: время. Каждая социальная активность в интернете претендует на время пользователя. Новая деятельность должна казаться ему интереснее и лучше во всех отношениях по сравнению с его нынешними занятиями.
Вторая причина: психологический компонент. Ширки предлагает три правила, которым нужно следовать, чтобы побудить пользователя остаться в группе:
1. Сделать вступление в группу максимально простым.
2. Создать личную привязку к деятельности группы.
3. Разделить сообщество на более маленькие группы, чтобы достичь эффекта личностного контакта между участниками.

### Инструмент: Преодоление проблем по координации группы
Автор полагает, что способ координации групп зависит не от их тематики, а от размера (большие и малые). Малые группы имеют тенденцию быть более сплоченными с более живым общением. В больших группах поведение пользователей наоборот более официально. Зная об этой особенности, координатору групп следует соответствующим образом выстраивать взаимодействие между ними.

### Сделка: Чего ожидать и что ожидается от того, кто присоединяется к группе
Как отмечает Ширки, уже существующая идея, которую можно улучшить или продвинуть привлекает людей сильнее, чем перспектива начинать всё самим с чистого листа, пускай и реализуя собственную идею. Обращаясь к людям с предложением вместе решить какую-либо проблему, вы заставляете их почувствовать себя равноправными участниками проекта. В результате, то, что начиналось как только ваша идея, быстро становится идеей сотен тысяч пользователей.
Та социальная сеть, которая может предложить компиляцию всех вариантов по чуть-чуть в системах, где многие люди могут свободно выбирать между многими вариантами, получит непропорционально большое количество трафика, внимания и дохода, даже если ни один из участников группы активно над этим не будет работать. Это объясняет развитие и успех таких инструментов, как Википедия, например, где количество пользователей, которые вносят вклад, создавая контент, составляет очень небольшой процент от общего числа пользователей этого ресурса.

## Критика
В британской прессе отзывы на книгу были крайне позитивными. В Guardian книгу назвали «ужасающе умной» и «увлекательной». Журнал Bookseller (недоступная ссылка), который специализируется на новостях мира книжной индустрии, объявил «Сюда приходят все» одной из двух самых «рецензируемых» книг за пасхальные выходные 2008 года. Обозреватель The Telegraph нашёл выводы, сделанные в книге хорошо обоснованными и отметил её просветительскую силу.
Но не обошлось и без отрицательных отзывов в адрес концепции Ширки. В еженедельнике Times Higher Education Тара Брабазон, профессор медиа-исследований в Университете Брайтона, раскритиковала книгу Ширки за недостаточную обоснованность выводов. Брабазон посчитала, что Ширки единичными примерами «счастливых развязок» подменяет настоящие аргументы, вроде исследования исторического контекста или социологического опроса. Также Брабазон указала, что Ширки берёт в расчёт не все группы населения. А именно писатель не учитывает пожилых, бедных, необразованных граждан, которые могут не иметь смартфона, но всё же участвовать в политической и социальной деятельности .
Сам Клэй Ширки в интервью интернет-порталу Journalism.co.uk после публикации книги обратил внимание на отрицательную сторону возможности стихийно организовываться в группы: «Общественное мнение может являться причиной легитимации определённых действий для правительства. Хотя это и является проявлением демократии, легализуемое решение может быть не всегда позитивным.» Как пример, Ширки приводит легализацию медицинской марихуаны с помощью портала Change.gov.

## Дополнительные ссылки и литература
- Clay Shirky
- Cognitive Surplus: How Technology Makes Consumers into Collaborators
- Сетевой эффект
- Твиттер-революция
- Сила слабых связей